# Interkontinentální pohár 1986
Dvacátý pátý ročník Interkontinentálního poháru byl odehrán 14. prosince 1986 na Olympijském stadionu v Tokiu, kde se pravidelně hrál pravidelně již od roku 1980. Ve vzájemném zápase se střetli vítěz PMEZ v ročníku 1985/86 – FC Steaua București a vítěz Poháru osvoboditelů v ročníku 1986 – CA River Plate.

## Zápas
| 14. prosince 1986 |        |                     |                                                              |
| CA River Plate    | 1 : 0  | FC Steaua București | Olympijský stadion, Tokio rozhodčí: José Luis Martínez Bazán |
| Alzamendi 28'     | Report |                     | Olympijský stadion, Tokio rozhodčí: José Luis Martínez Bazán |

| River Plate | Steaua București |

|              |    |                      |  |     |
|              |    |                      |  |     |
| B            | 1  | Nery Pumpido         |  |     |
| O            | 4  | Jorge Gordillo       |  |     |
| O            | 2  | Nelson Gutiérrez     |  |     |
| O            | 6  | Oscar Ruggeri        |  |     |
| O            | 3  | Alejandro Montenegro |  |     |
| Z            | 8  | Héctor Enrique       |  |     |
| Z            | 5  | Américo Gallego      |  |     |
| Z            | 10 | Norberto Alonso      |  |     |
| Z            | 11 | Roque Alfaro         |  | 68' |
| Z            | 7  | Antonio Alzamendi    |  |     |
| Ú            | 9  | Juan Gilberto Funes  |  |     |
| Střídání:    |    |                      |  |     |
| SZ           | 14 | Daniel Sperandío     |  | 68' |
| Trenér:      |    |                      |  |     |
| Héctor Veira |    |                      |  |     |

|                   |    |                     |  |       |
|                   |    |                     |  |       |
| B                 | 1  | Dumitru Stângaciu   |  |       |
| O                 | 2  | Ștefan Iovan        |  |       |
| O                 | 4  | Adrian Bumbescu     |  |       |
| O                 | 6  | Miodrag Belodedici  |  |       |
| O                 | 11 | Anton Weissenbacher |  |       |
| Z                 | 8  | Lucian Bălan        |  |       |
| Z                 | 5  | Tudorel Stoica      |  |       |
| Z                 | 3  | Ilie Bărbulescu     |  | 60'   |
| Z                 | 10 | Gavril Balint       |  |       |
| Ú                 | 7  | Marius Lăcătuș      |  |       |
| Ú                 | 9  | Victor Pițurcă      |  |       |
| Střídání:         |    |                     |  |       |
| MF                | 13 | Mihail Majearu      |  | 60' } |
| Trenér:           |    |                     |  |       |
| Anghel Iordănescu |    |                     |  |       |

| Muž zápasu: Alzamendi (CA River Plate) |

## Vítěz
| Interkontinentální pohár 1986 CA River Plate (1. vítězství) |